# 王宗伟
王宗伟（?—?），中國五代十国時代人物，前蜀高祖王建的义子。
事奉王建为义子，王建给他赐姓名王宗伟。唐昭宗天复初年，王宗伟官至剑州（今四川省剑阁县）刺史，不久转任为利州（今四川省广元市）制置使。